# Progetto Sgt.Pepper
Progetto Sgt.Pepper  è un album del gruppo jazz italiano Doctor 3, registrato dal vivo il 12 marzo del 2007 presso la Casa del Jazz di Roma e pubblicato nello stesso anno. L'album è l'ottava uscita della collana di CD Jazz italiano Live 2007 allegata nel 2007 al settimanale L'espresso.
L'album è un omaggio al celebre album dei Beatles: Sgt. Pepper's Lonely hearts club band.

## Tracce
1. Sgt. Pepper's Lonely hearts club band – 4:47
2. With a little help fron my friends – 5:21
3. Lucy in the sky with diamonds – 5:03
4. Getting better – 3:35
5. Fixing a hole – 4:29
6. She's leaving home – 4:07
7. Being for the benefit of Mr. Kite – 5:14
8. Within you without you – 3:38
9. When I'm sixty-four – 4:46
10. Lovely Rita – 4:37
11. Good morning good morning – 3:34
12. Sgt. Pepper's Lonely hearts club band (reprise) – 1:44
13. A day in the life – 5:10

## Formazione
- Danilo Rea – pianoforte
- Enzo Pietropaoli – contrabbasso  e Loop machine
- Fabrizio Sferra – batteria